# Баловне (станція)
Ба́ловне — проміжна залізнична станція 4-го класу Херсонської дирекції Одеської залізниці на неелектрифікованій лінії Колосівка — Миколаїв між станціями Трихати (11 км) та Тернівка-Миколаївська (5 км). Розташована в селі Костянтинівка, за 5 км від однойменного села Миколаївського району Миколаївської області.

## Історія
Станція відкрита у 1958 році.

## Пасажирське сполучення
На станції зупиняються приміські поїзди сполученням Миколаїв-Вантажний — Колосівка (курсує 
одна пара поїздів щоп'ятниці та щонеділі).
До 25 жовтня 2020 року на станції через день зупинявся поїзд далекого сполучення «Таврія» Запоріжжя — Одеса.